# Cryphia vilis
Cryphia vilis là một loài bướm đêm trong họ Noctuidae.